# Murray Matheson
Pour les articles homonymes, voir Matheson.
Sidney Murray Matheson, né le 1er juillet 1912 à Casterton (Victoria, Australie) et mort le 25 avril 1985 à Los Angeles (quartier de Woodland Hills, Californie), est un acteur australien.

## Biographie
Murray Matheson débute au théâtre dans son pays natal en 1933, puis à Londres en 1937 (où il joue en 1940 dans la comédie musicale Lights Up! de Noel Gray (en)). De 1940 à 1945, il sert au sein de la Royal Air Force. En 1950 (période où il s'installe définitivement aux États-Unis), il interprète une première pièce à Broadway (New York), La Rechute ou la Vertu en danger de John Vanbrugh (avec Cyril Ritchard et John Emery). Suit une seconde (donc dernière) pièce à Broadway en 1953, Escapade (en) de Roger MacDougall (avec Brian Aherne et Carroll Baker). Une de ses ultimes apparitions au théâtre, en 1974, est dans la comédie musicale The Charlatan de Galt MacDermot (création mondiale au Mark Taper Forum (en) de Los Angeles).
Au cinéma, il débute dans quatre films britanniques, le premier tourné en 1939 mais sorti en 1945 étant Le Chemin des étoiles d'Anthony Asquith (avec Michael Redgrave et John Mills) ; le troisième est School for Secrets de Peter Ustinov (1946, avec Ralph Richardson et Raymond Huntley). Ses trois premiers films américains sortent en 1952, dont Maître après le diable de Jerry Hopper (avec Yvonne De Carlo et John Ireland). Suivent notamment Capitaine King (1953, avec Tyrone Power et Terry Moore) et La Colline de l'adieu (1955, avec Jennifer Jones et William Holden), tous deux réalisés par Henry King, ainsi que Comment réussir dans les affaires sans vraiment essayer de David Swift (1967, avec Robert Morse et Michele Lee). Le dernier de ses vingt-cinq films est La Quatrième Dimension, deuxième segment Kick the Can de Steven Spielberg (1983, avec Scatman Crothers et Bill Quinn).
À la télévision américaine, il contribue à cent-trois séries, les quatre premières en 1951, dont Studio One (quatre épisodes, suivis par huit autres jusqu'en 1957). Sa dernière série est Newhart (un épisode, 1983). Entretemps, mentionnons Alfred Hitchcock présente (trois épisodes, 1958-1961) et Banacek (intégrale en dix-sept épisodes, 1972-1974).
S'ajoutent dix téléfilms, le premier britannique et d'origine théâtrale diffusé en 1947, le dernier américain diffusé en 1981. Dans l'intervalle, citons The Moon and Sixpence de Robert Mulligan (1959, avec Laurence Olivier et Geraldine Fitzgerald) et Tail Gunner Joe de Jud Taylor (1977, avec Peter Boyle et John Forsythe).
Murray Matheson meurt à Woodland Hills en 1985, à 71 ans.

## Théâtre (sélection)

### Londres
- 1940 : Lights Up!, comédie musicale, musique de Noel Gray (en), lyrics de Frank Eyton et Ian Grant, livret de Ronald Jeans (Savoy Theatre)

### États-Unis
- 1950 : La Rechute ou la Vertu en danger (The Relapse, or Virtue in Danger) de John Vanbrugh, mise en scène de Cyril Ritchard (Broadway) : Worthy
- 1953 : Escapade (en) de Roger MacDougall (Broadway) : Peter Henderson
- 1974 : The Charlatan, comédie musicale, musique et lyrics de Galt MacDermot, livret de Derek Walcott, mise en scène de Mel Shapiro (création mondiale au Mark Taper Forum (en) de Los Angeles)

## Filmographie partielle

### Cinéma

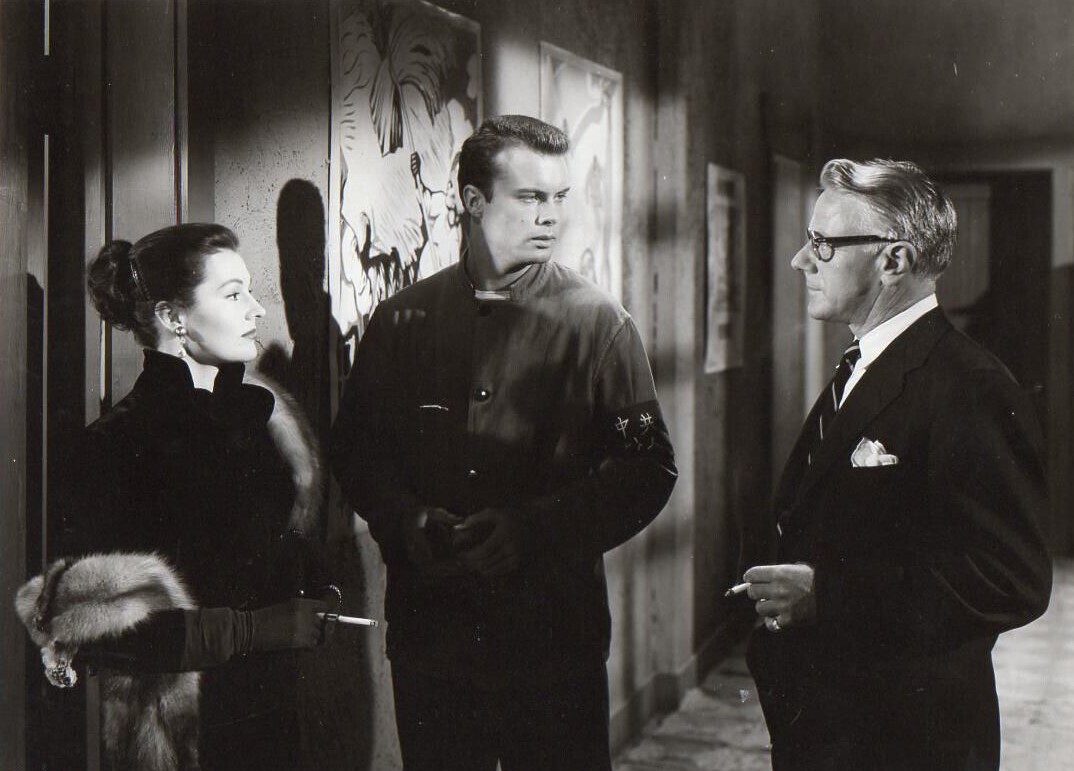
Dianne Foster, Robert Francis et Murray Matheson (de g. à d.), dans The Bamboo Prison (1954)

(films américains, sauf mention contraire)
- 1945 : Le Chemin des étoiles (The Way to the Stars) d'Anthony Asquith (film britannique) : Joe Lawson
- 1945 : La Grande Aventure (en) (Journey Together) de John Boulting (film britannique) : un membre d'équipage du Lancaster
- 1946 : School for Secrets de Peter Ustinov (film britannique) : Wing commander Allen
- 1952 : Maître après le diable (Hurricane Smith) de Jerry Hopper : Dr Whitmore
- 1952 : Capitaine sans loi (Plymouth Adventure) de Clarence Brown : Christopher Martin
- 1952 : Les Bagnards de Botany Bay (Botany Bay) de John Farrow : Révérend Mortimer Thynne
- 1953 : Capitaine King (King of the Khyber Rifles)  d'Henry King : Major Ian MacAllister
- 1953 : Vol sur Tanger (Flight to Tangier) de Charles Marquis Warren : Franz Kovac
- 1954 : The Bamboo Prison (en) de Lewis Seiler : Clayton
- 1955 : La Colline de l'adieu (Love Is a Many-Splendored Thing) d'Henry King : Dr John Keith
- 1962 : L'Inquiétante Dame en noir (The Notorious Landlady) de Richard Quine : un voisin
- 1963 : Sa dernière victoire (en) (Wall of Noise)  de Richard Wilson : Jack Matlock
- 1965 : Signpost to Murder de George Englund : Dr Graham
- 1966 : Le Hold-up du siècle (Assault on a Queen) de Jack Donohue : le capitaine
- 1967 : Comment réussir dans les affaires sans vraiment essayer (How to Succeed in Business Without Really Trying) de David Swift : Benjamin Ovington
- 1968 : Star! de Robert Wise : le juge liquidateur
- 1968 : En pays ennemi (In Enemy Country) d'Harry Keller : rôle non spécifié
- 1972 : Journal d'un fan (A Fan's Notes) d'Eric Till (film canadien) : le médecin du Clarke Institute
- 1978 : Rabbit Test de Joan Rivers : Dr Mario Lowell
- 1983 : La Quatrième Dimension (Twilight Zone: The Movie), 2e segment Kick the Can de Steven Spielberg : M. Agee

### Télévision

#### Séries

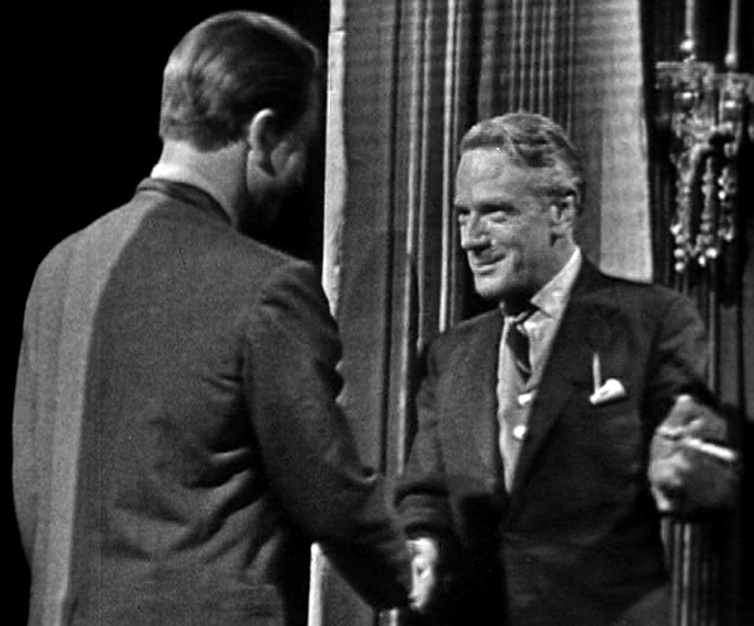
Avec Leslie Nielsen de dos, dans la série Tales of Tomorrow, épisode Demain à la une (1953)

- 1951-1952 : The Philco Television Playhouse
  - Saison 3, épisode 52 Women of Intrigue (1951) : rôle non spécifié
  - Saison 4, épisode 23 Three Sundays (1952) de Delbert Mann : rôle non spécifié
- 1951-1957 : Studio One
  - Saison 3, épisode 22 The Trial of John Peter Zenger (1951 : James De Lancey), épisode 39 A Chance for Happiness (1951) de Fletcher Markle et épisode 42 Coriolanus (1951 : Menenius)
  - Saison 4, épisode 1 The Angelic Advengers (1951 : Révérend Pennhallow), épisode 28 Miss Hargreaves (1952 : M. Huntley) de Franklin J. Schaffner et épisode 39 Lovers and Friends (1952)
  - Saison 5, épisode 10 I Am Jonathan Scrivener (1952 : Fred Middleton) et épisode 24 The Garretson Chronicle (1953)
  - Saison 6, épisode 52 The Cliff (1954) : Craig
  - Saison 7, épisode 18 Sail with the Tide (1955) : rôle non spécifié
  - Saison 9, épisode 31 Babe in the Woods (1957) : Waldo
  - Saison 10, épisode 11 Escape Route (1957) de Fielder Cook : Dr Parant
- 1953 : Tales of Tomorrow, saison 2, épisode 32 Demain à la une (Ghost Writer) de Don Medford : Lee Morton
- 1958-1961 : Alfred Hitchcock présente (Alfred Hitchcock Presents)
  - Saison 3, épisode 7 The Canary Sedan (1958) de Robert Stevens : James St. George / Bernard Bowlby
  - Saison 4, épisode 10 Tea Time (1958) de Robert Stevens : Oliver Teleton
  - Saison 6, épisode 20 The Throwback (1961) de John Brahm : Cyril Hardeen
- 1959 : Peter Gunn, saison 1, épisode 18 The Missing Night Watchman de Boris Sagal : Phillip J. Lasdown
- 1960 : One Step Beyond, saison 2, épisode 32 Delia de John Newland : Bentley
- 1960 : Échec et mat, saison 1, épisode 6 Fuyez (Runaway) de Don Medford : Augie >Belner
- 1960 : Laramie, saison 2, épisode 12 Duel at Parkison Town : Alexander
- 1960-1961 : Aventures dans les îles (Adventures in Paradise)
  - Saison 1, épisode 14 Le Sceau de l'archer (The Archer's Ring, 1960) de Bernard Girard : Geoffrey Carey
  - Saison 2, épisode 14 L'Odyssée de Penrose (The Perils of Penrose, 1961) de Boris Sagal : le grand prêtre
- 1961 : Thriller
  - Saison 1, épisode 17 L'Empoisonneur (The Poisoner) d'Herschel Daugherty : Thomas Edward Griffith
  - Saison 2, épisode 8 Lettre d'amour (Letter to a Lover) d'Herschel Daugherty : Andrew Lawrence
- 1961 : La Quatrième Dimension (The Twilight Zone), saison 3, épisode 14 Cinq personnages en quête d'une sortie (Five Characters in Search of an Exit) de Lamont Johnson : le clown
- 1961-1962 : Route 66 (titre original)
  - Saison 2, épisode 6 Once to Every Man (1961) d'Arthur Hiller : Leigh Adams
  - Saison 3, épisode 14 Give the Old Cat a Tender Mouse (1962) de Tom Gries : John Bridenbaugh
- 1961-1963 : Naked City
  - Saison 3, épisode 5 A Wednesday Night Story (1961) d'Arthur Hiller : Colley
  - Saison 4, épisode 8 Torment Him Much and Hold Him Long (1962 : Harold Lowenson) de Robert Gist et épisode 33 Golden Lads and Girls (1963 : Martin Hillard) de William A. Graham
- 1963 : Le Fugitif (The Fugitive), saison 1, épisode 9 Billet pour l'Alaska (Ticket to Alaska) de Jerry Hopper : Earl Morehead
- 1964 : Suspicion (The Alfred Hitchccock Hour), saison 2, épisode 19 Murder Case de John Brahm : Charles Justin
- 1964 : Haute Tension (Kraft Suspense Theatre), saison 1, épisode 20 Knight's Gambit de Walter Grauman : Douglas Henderson
- 1964 : Perry Mason
  - Saison 7, épisode 14 The Case of the Accosted Accountant d'Arthur Marks : B. K. Doran
  - Saison 8, épisode 12 The Case of the Wooden Nickels d'Arthur Marks : Howar Hopkins
- 1965 : Des agents très spéciaux (The Man from U.N.C.L.E.), saison 1, épisode 17 Sous le signe de Kali (The Yellow Scarf Affair) : le maharajah
- 1965 : Les Accusés (The Defenders), saison 4, épisode 27 Youths and Maidens on an Evening Walk : Sir Tony Beardsley
- 1965 : Mon Martien favori (My Favorite Martian), saison 3, épisode 12 Avenue C Mob de John Erman : Filbert
- 1966 : Max la Menace (Get Smart), saison 1, épisode 22 Max joue et gagne (Smart the Assassin) de Bruce Bilson : Devonshire
- 1967 : Les Envahisseurs (The Invaders), saison 1, épisode 11 Le Rideau de lierre (The Ivy Curtain) de Joseph Sargent : Dr Reynard
- 1967 : Annie, agent très spécial (The Girl from U.N.C.L.E.), saison unique, épisode 28 Les Oiseaux de la mort (The High and the Deadly Affair) : Dr Merek
- 1967 : Tarzan, saison 2, épisode 2 Un drôle de procès (The Voice of the Elephant) d'Harmon Jones : Juge James Lawrence
- 1969 : Les Règles du jeu (The Name of the Game), saison 1, épisode 26 Diffamation (An Agent of the Plaintiff) de John Llewellyn Moxey : Dave Rogers
- 1967-1970 : Sur la piste du crime (The FBI)
  - Saison2, épisode 24 Flight Plan (1967) de William Hale : Henry Dodd
  - Saison 5, épisode 19 The Diamond Millstone (1970) de Robert Douglas : Murray Elders
- 1969 : Ma sorcière bien-aimée (Bewitched), saison 5, épisode 28 Samantha rayonne (Samantha's Good News) : John Van Millwood
- 1970 : Opération vol (It Takes a Thief), saison 3, épisode 21 The Suzie Simone Caper de Don Taylor : Harry Fulham
- 1970-1971 : Un shérif à New York (McCloud)
  - Saison 1, épisode 4 The Stage Is All the World (1970) de Russ Mayberry : Grantley
  - Saison 2, épisode 4 The Disposal Man (1971) de Boris Sagal : George Lincoln
- 1971-1975 : Docteur Marcus Welby (Marcus Welby, M.D.)
  - Saison 3, épisode 15 Cross-Match (1971) de Marc Daniels : Dr Stoddard
  - Saison 4, épisode 16 A Necessary End (1973) de Leo Penn : Edward Liddell
  - Saison 6, épisode 24 Loser in a Dead Heat (1975) : Lucky
- 1972 : Hec Ramsey, saison 1, épisode 2 Électrocution (Hangman's Waves) : Lionel Harlock
- 1972 : Mannix, saison 6, épisode 14 Ombre et Lumière (Light and Shadow) : Snowy Bartlett
- 1972-1974 : Banacek, saisons 1 et 2, 17 épisodes (intégrale) : Felix Mulholland
- 1973 : Ghost Story, saison unique, épisode 22 The Phantom of Herald Square : Mathews
- 1973-1975 : Hawaï police d'État (Hawaii Five-0)
  - Saison 6, épisode 8 Pourquoi attendre la mort de l'oncle ? (Why Wait Till Uncle Kevin Dies?, 1973) de Michael O'Herlihy : Jeffrey Talbot
  - Saison 8, épisode 4 Préjudice extrême (Termination with Extreme Prejudice, 1975) de Michael O'Herlihy : Lord Charles Danby
- 1974 : Le Magicien, saison unique, épisode 19 La Flèche fatale (The Illusion of the Fatal Arrow) de Leslie H. Martinson : Walter Moran
- 1974 : Dossiers brûlants (Kolchak: The Night Stalker), saison unique, épisode 11 Le Vertige (Horror in the Heights) : M. Lane-Marriot
- 1975 : Section 4 (S.W.A.T.)
  - Saison 1, épisode 9 The Bravo Enigma : Cyrus Porter
  - Saison 2, épisode 14 Murder by Fire : Armand
- 1976 : Phyllis, saison 1, épisode 21 Leo's Suicide de James Burrows : Charles Plunkett
- 1978 : Drôles de dames (Charlie's Angels), saison 2, épisode 22 À toi pour la vie (Mother Goose Is Running for His Life) de George McCowan : Leland Swinnerton
- 1978-1979 : Galactica (Battlestar Galactica), saison 1, épisode 11 Les Jeunes Guerriers (The Young Lords, 1978 : voix de Specter), épisodes 19 et 20 Meilleurs vœux de la Terre, 1re et 2e parties (Greetings from Earth, Parts I & II, 1979 : Geller) de Rod Holcomb
- 1979 : Vegas (Vega$), saison 1, épisode 12 Le Fantôme du tueur ('Ghost of the Ripper) : Phillip Grayson
- 1979 : Pour l'amour du risque (Hart to Hart), saison 1, épisode 5 Une voiture faramineuse (Death in the Slow Lane) de Sam Wanamaker : Martin Hyde-Jones
- 1981 : Vivre à trois (Three's Company), saison 6, épisode 7 Two Flew Over the Cuckoo's Nest : Roger
- 1982 : Drôle de vie (The Facts of Life), saison 4, épisode 11 On connaît la chanson (September Song) d'Asaad Kelada : Professeur Henry Clayton
- 1983 : Newhart, saison 2, épisode 3 Animal Attractions de Rod Daniel : Carl

#### Téléfilms
- 1959 : The Moon and Sixpence de Robert Mulligan : MacAndrew
- 1972 : Miss Stewart, Sir de Peter Tewksbury : Principal Prentis
- 1972 : The Woman I Love de Paul Wendkos : Walter Monckton
- 1972 : Lieutenant Schuster's Wife de David Lowell Rich : Abbott
- 1977 : Tail Gunner Joe de Jud Taylor : l'éditeur
- 1979 : Mary and Joseph: A Story of Faith d'Eric Till : Zacharias
- 1980 : Un ange sur le dos (Angel on My Shoulder) de John Berry : l'étranger
- 1981 : Un visage qui vaut de l'or (The Million Dollar Face) de Michael O'Herlihy : Sir Douglas Devereaux